# БМД-20
БМД-20 (индекс ГРАУ — 8У33) — советская боевая машина дальнобойной 200-мм реактивной системы залпового огня МД-20 «Шторм-1».

## История создания
Разработка новой дальнобойной системы со снарядом ДРСП-1 была начата в 1945 году под шифром «Шторм-1». Головным исполнителем являлся НИИ-1. Работы велись под руководством В. П. Бармина. Реактивное топливо разрабатывалось в НИИ-125, за разработку взрывателя В-377 отвечал НИИ-22. Согласно тактико-техническим требованиям дальность полёта снаряда должна была составлять 20—25 км при стартовом весе не более 300 кг (из них не менее 30 кг должно было приходиться вес взрывчатого вещества фугасной боевой части) с кучностью стрельбы Вд не хуже 1/100, снаряд должен был вписываться в габариты 3,5 м по длине. Ракеты должны были работать в диапазоне температур от −60 до +25°С. Для действия в условиях жаркого климата должен был предусматриваться специальный двигатель, работающий в диапазонах температур от −20 до +60°С.
В период с июля по август 1947 года на Павлоградском полигоне были начаты испытания реактивных снарядов в двух исполнениях. В первом варианте длина снаряда составляла 3300 мм при диаметре 194 мм с однокамерным двигателем. Во втором варианте — 3400 мм при диаметре 210 мм с двухкамерным двигателем. За время испытаний было совершено больше 50 запусков. Предполагалось, что двухкамерный вариант двигателя позволит увеличить дульную скорость, благодаря чему возрастёт точность снаряда, однако расчёты не подтвердились и за основу был принят однокамерный вариант ракеты, а также проведены уточнения тактико-технических требований. По новым требованиям система должна была работать только с одним типом двигателя в диапазоне температур от −60 до +50°С, все сварные швы предписывалось заменить на резьбовые соединения в целях повышения надёжности снарядов. В результате возросшего температурного диапазона, толщина стенок корпуса была увеличена для работы с бо́льшими давлениями, поэтому калибр увеличился до 200 мм. Замена соединений на резьбовые привела к увеличению массы снаряда и падению дальности стрельбы с 22,5 км до 18,5 км. По полученным результатам требования заказчика были откорректированы постановлением правительства от 27 декабря 1949 года № 5766-2160.
Из-за нескольких изменений требований ГАУ, конструкция реактивного снаряда неоднократно подвергалась переделке, что в результате привело к срывам сроков выполнения ОКР на 4 месяца. В октябре 1951 года для войсковых испытаний были поставлены 600 снарядов. Испытания продолжались до декабря. После отработки документации и устранения замечаний 22 ноября 1952 года постановлением № 4965-1236 система МД-20 в составе снаряда ДСРП-1 и боевой машины БМД-20 были приняты на вооружение. Снаряду был присвоен индекс ГАУ 53-Ф-951, а боевой машине 8У33.

## Описание конструкции
Комплекс МД-20 состоит из боевой машины 8У33 и фугасного реактивного снаряда 53-Ф-951. Система предназначена для уничтожения и подавления живой силы противника, артиллерийских батарей, опорных пунктов и сосредоточенной техники противника. Система имеет возможность применения в горных условиях.

### Боевая машина БМД-20
Боевая машина БМД-20 представляет собой самоходную пусковую установку, на базе грузовика ЗИС-151 и его модификаций. На грузовой платформе установлен подрамник сварного типа, являющийся основой для артиллерийской части машины. На подрамнике размещена поворотная рама с 4 четырьмя направляющими. На первой стадии проработок предполагалось использовать шестиметровые направляющие. Для размещения на шасси грузовика ЗИС-151 длина была уменьшена до 4,5 метров, а для соблюдения требований габарита подвижного состава «0-Т» длина была уменьшена до 3,16 метров. В задней части машины размещены два домкрата для поглощения энергии отдачи при выстреле. Направляющие выполнены в виде фермы со спиральными продольными элементами. Для предотвращения выпадения снарядов, на ведущем спиральном стержне установлены два стопора. Перезарядка боевой машины осуществляется вручную пятью членами боевого расчёта машины с помощью захватов на специальном лотке и досылателя в канал направляющей.

### Реактивный снаряд МД-20-Ф
При разработке нового реактивного снаряда учитывался опыт создания РСЗО М-13УК, в которой для увеличения точности снаряду придавалось вращение, однако это приводило к потере тяги и снижению скорости снаряда с потерей в дальности стрельбы. Применение нового способа расположения реактивных двигателей и спиралевидных направляющих снизило потери тяги до 0,4%. Ракетная часть снаряда устроена аналогично снарядам системы М-13. В верхней части размещена стальная камера с пороховым зарядом, в нижней — сопловой блок с диафрагмой. Воспламенение происходит с помощью специального устройства, которое зажигает заряд с пиропатроном и воспламенителем из алюминиевого футляра с дымным порохом. Полная работа реактивного двигателя составляет не более 6 секунд. Ракетный двигатель работает на твёрдом топливе. Топливный заряд состоит из одноканальной цилиндрической пороховой шашки, массой 50 кг и диаметром 160 мм. Для исключения возможности продольного смещения шашка крепится диафрагмой. Диафрагма также препятствует вылету недогоревших топливных остатков. В передней части снаряда установлен ударный взрыватель. Основной заряд состоит из тротила, взрыв которого инициируется двумя тротиловыми и одним тетриловым детонаторами.

## Модификации
На базе БМД-20 в Северной Корее был разработан береговой комплекс морского базирования.

## Операторы
- КНДР — некоторое количество по состоянию на 2024 год[5], было поставлено из СССР 200 единиц БМД-20 в период с 1955 по 1956 годы[3][6].

### Бывшие операторы
- СССР — стояли на вооружении инженерных бригад РВГК, так 233-я инженерная бригада РВГК (сформирована в 1954 году в г. Клинцы) имела в своём составе два дивизиона с ракетами дальнего действия Р-1 (8А11) и два с БМД-20 (38 машин)[7], один из дивизионов БМД-20 участвовал в войсковых учениях на Тоцком полигоне с реальным применением ядерного оружия, в дальнейшем бригада была перевооружена на Р-11 (Р-11М) и в 1958 году передана в состав Сухопутных войск СССР.
- Куба — 20 единиц БМД-20 поставлены из СССР в 1962 году[6]
- Эфиопия[3]

## Сохранившиеся экземпляры
- Россия — Военно-исторический музей артиллерии, инженерных войск и войск связи в Санкт-Петербурге